# Gobierno de Ocupación Sionista

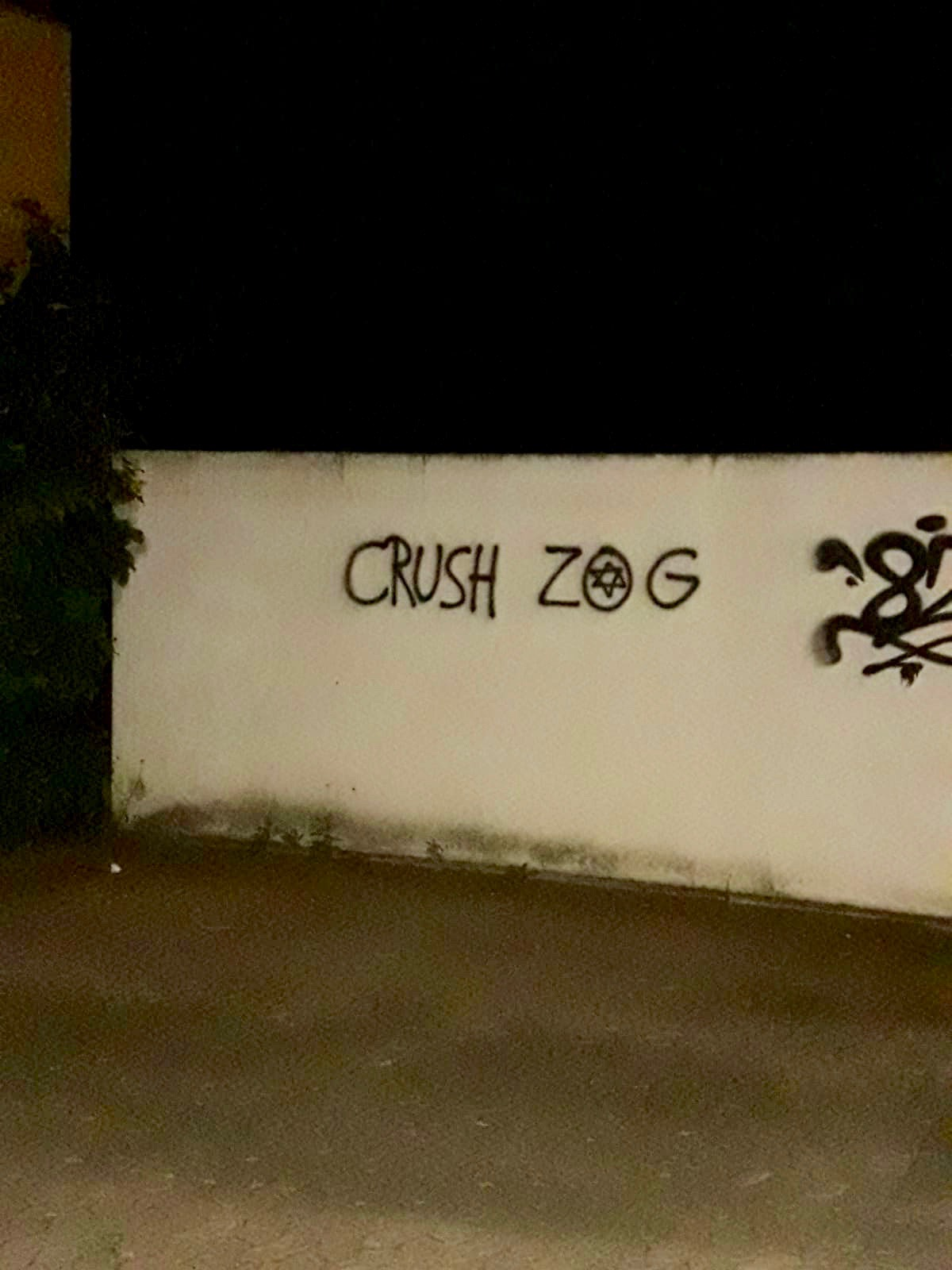
Graffiti antisemita que dice "Crush ZOG" ("aplastar al ZOG").

El Gobierno de Ocupación Sionista (en inglés Zionist Occupation Government o Zionist Occupied Government) o Z.O.G. (por su acrónimo en dicho idioma) es una teoría de conspiración de carácter antisemita que sostiene que los judíos controlan secretamente un país concreto mediante un gobierno en la sombra mientras que el gobierno oficial es solo un régimen títere.
Dicha expresión es muy usada por grupos antisemitas como los supremacistas de la raza blanca en Estados Unidos y Europa, ultranacionalistas como Pamyat (Память) en Rusia y distintos colectivos de ultraderecha.
El adjetivo "sionista", que se encuentra en la expresión "Gobierno de Ocupación Sionista", no debe confundirse con la ideología del sionismo, movimiento que buscaba la fundación de un estado judío en la Tierra de Israel. Dado que los proponentes de la teoría conspirativa se refieren a países que se encuentran fuera de dicha zona, el uso del término "sionista" en este contexto es equívoco y busca presentar a los judíos como unos conspiradores que quieren gobernar el mundo, como ocurre en la obra apócrifa Los Protocolos de los Sabios de Sión.

## Historia
Una de las primeras apariciones de esta expresión tuvo lugar en 1976, en el artículo Welcome to ZOG-World ('Bienvenidos al mundo del ZOG', en español) que se atribuye al neonazi estadounidense Eric Thomson. La expresión se presentó a un público más amplio el 27 de diciembre de 1984 en un artículo del New York Times que versaba sobre los atracos cometidos por un colectivo supremacista blanco llamado The Order en California y Washington. Según el periódico, los delitos «se llevaron a cabo para financiar una guerra contra el Gobierno federal de los Estados Unidos, al cual el grupo llama 'ZOG' o 'Gobierno de Ocupación Sionista'».
The Order era una ramificación de Nación Aria (Aryan Nations), una organización fundada a principios de los años 1970 por Richard G. Butler, el cual desde los años 1950 había estado asociado a otra agrupación antisemita llamada Iglesia Cristiana de Jesucristo (Church of Jesus Christ–Christian). Ambos colectivos remontan sus orígenes a activistas antisemitas como Gerald L. K. Smith y se han relacionado con el Ku Klux Klan.
La expresión se difundió ampliamente a través de las publicaciones de Nación Aria. En diciembre de 1984 la revista Newsweek revelaba que Nación Aria había creado un BBS en las redes llamado «Aryan Nation Liberty Net» (Red Libertad de la Nación Aria) con objeto de publicar información tal como, por ejemplo, las direcciones de las distintas sedes del Partido Comunista de los Estados Unidos y de «informantes del ZOG».
En 1985 el grupo extremista radicado en Oregón Posse Comitatus anunció: «Nuestra nación está bajo el control total del gobierno internacional invisible del Judaísmo Mundial».

En 1996 Nación Aria publicó en su página web una «Declaración de Independencia Aria» en la que se puede leer que «la historia del actual Gobierno de Ocupación Sionista de los Estados Unidos de América es una historia de continuos ultrajes y usurpaciones... los cuales tienen directamente por objeto constituir una tiranía absoluta sobre estos estados». Afirmando que «la erradicación de la raza blanca y su cultura» constituiría «uno de sus principales objetivos», acusa al «ZOG» de entregar «poderes de gobierno a empresas privadas, a blancos traidores y a familias judías de la clase dirigente».
Desde 1996 se ha popularizado el uso de esta expresión y en la actualidad tiene arraigo dentro de muchas organizaciones antisemitas. Por ejemplo, neonazis suecos afirman que los judíos, en lo que ellos llaman el Gobierno Sueco de Ocupación Sionista, importan inmigrantes [a Suecia] con objeto de «diluir la sangre de la raza blanca». Páginas web como Jew Watch (Observatorio Judío) acusan a todo el conjunto de naciones occidentales y otros países de estar controlados por «gobiernos de ocupación sionistas».